# Славко Штимац
Славко Штимац (Коњско Брдо, 15. октобар 1960) српски је глумац.

## Биографија
Штимац је рођен 15. октобра 1960. године у селу Вујићи, у насељу Коњско Брдо (Перушић, ФНР Југославија).
Почео је глумити са само дванаест година — 1972. у филму Обрада Глушчевића Вук самотњак, где је играо пастира Ранка. Потврђује се три године касније у филмовима Зимовање у Јакобсфелду и Салаш у малом риту. Следећих година тумачи углавном улоге тинејџера. Изузетно младолик и у каснијем животном добу често игра адолесценте, каква је и његова — по многим мишљењима и најбоља — улога сарајевског пубертетлије Дина у филму Сјећаш ли се Доли Бел из 1981. године.
Године 1996. отишао је у Сједињене Америчке Државе, где је снимио два филма; касније се вратио у Београд.
У раздобљу од 1972. до 2016. године, глумио је у око 70 филмова, серија и представа.
Ожењен је Весном Голубовић која је академски сликар и сценограф. Има сина Вида који је економиста.
У јануару 2019. године на отварању 12. Међународног филмског и музичког фестивала Кустендорф уручено му је признање “Награда за будуће филмове”, која је еквивалент награди за животно дело.

## Филмографија
| Год.       | Назив                                    | Улога                                |
| ---------- | ---------------------------------------- | ------------------------------------ |
| 1970-е     |                                          |                                      |
| 1972.      | Вук самотњак                             | Ранко                                |
| 1973.      | Сутјеска                                 | Курир (неприписано)                  |
| 1973.      | (ТВ серија)                              | Ранко (еп. The Lone Wolf)            |
| 1975.      | Зимовање у Јакобсфелду                   | Милан Маљевић                        |
| 1976.      | Салаш у Малом Риту                       | Милан Маљевић                        |
| 1976.      | Част ми је позвати вас (серија)          | Славко                               |
| 1976.      | Влак у снијегу                           | Љубан Марић                          |
| 1976.      | Лепше од снова (ТВ филм)                 | дечак                                |
| 1976.      | Лепше од снова (ТВ филм)                 | дечак                                |
| 1977.      | Гвоздени крст                            | Михаил (неприписано)                 |
| 1977.      | Специјално васпитање                     | Пера „Трта”                          |
| 1978.      | Тигар                                    | Чок                                  |
| 1978.      | Тамо и натраг                            | Марко Јовановић                      |
| 1978.      | Двобој за јужну пругу                    | Бане                                 |
| 1979.      | Кост од мамута (ТВ)                      | Душан                                |
| 1979.      | Годишња доба Жељке, Вишње и Бранке       |                                      |
| 1979.      | Зимско ферије (краткометражни филм)      |                                      |
| 1979.      | Паклени оток                             | партизан                             |
| 1980-е     |                                          |                                      |
| 1980.      | Ко то тамо пева                          | Младожења                            |
| 1981.      | Сјећаш ли се Доли Бел                    | Дино                                 |
| 1982.      | Живети као сав нормалан свет             | Младић у колицима                    |
| 1983.      | Игмански марш                            | Гане Труба                           |
| 1984.      | Пријатељи (краткометражни филм)          |                                      |
| 1984.      | Чудо невиђено                            | Брат Кондић                          |
| 1984.      | Варљиво лето ’68                         | Петар Цветковић                      |
| 1984.      | Варљиво лето ’68 (ТВ серија)             | Петар Цветковић                      |
| 1984.      | Недјељни забавник (ТВ серија)            | Славко                               |
| 1985.      | И то ће проћи                            | Момак са фотоапаратом                |
| 1985.      | Овни ин мамути                           |                                      |
| 1985.      | Држање за ваздух                         | Глигорије                            |
| 1986.      | Свечана обавеза (ТВ филм)                | Ранко Ковиљац                        |
| 1987.      | The Misfit Brigade                       | Свен Хасел                           |
| 1987.      | На путу за Катангу                       | Полицајац                            |
| 1987.      | Догодило се на данашњи дан               | Момак у публици на школској приредби |
| 1988.      | Браћа по матери                          | Веселин                              |
| 1989.      | Доме, слатки доме (ТВ серија)            | Милиционер (еп. Ви и ваша беба)      |
| 1990-е     |                                          |                                      |
| 1991.      |                                          | Радник вучне службе                  |
| 1991.      | Ноћ у кући моје мајке                    | Гиле                                 |
| 1993.      | Кажи зашто ме остави                     | Милиционер                           |
| 1995.      | Подземље                                 | Иван                                 |
| 1996.      | Била једном једна земља (ТВ мини-серија) | Иван Дрен (1—6 еп.)                  |
| 1997.      | Три летња дана                           | Сергије                              |
| 1999.      |                                          | Милчо                                |
| 1999.      |                                          | Џером Џерзи                          |
| 2000-е     |                                          |                                      |
| 2004.      | Живот је чудо                            | Лука Ђукић                           |
| 2006.      | Од данас до сутра (ТВ)                   |                                      |
| 2006.      | Живот је чудо (ТВ мини-серија)           | Лука Ђукић (1. еп.)                  |
| 2006.      | Оптимисти                                | отац слепе девојке                   |
| 2006.      | Од данас до сутра (ТВ филм)              |                                      |
| 2007.      | Коњи врани                               | Кир Теја                             |
| 2007.      | С. О. С. — Спасите наше душе             | Фикрет                               |
| 2008.      | Бјуик Ривиера                            | Хасан Хујдур                         |
| 2008.      | Турнеја                                  | Ђуро                                 |
| 2008.      | Точка без повратка                       | Први путник                          |
| 2009.      | Ђавоља варош                             | Милош                                |
| 2009.      | Јесен стиже, Дуњо моја (ТВ серија)       | Кир Теја (3. и 4. еп.)               |
| 2010-е     |                                          |                                      |
| 2010.      | Стеван М. Живковић (краткометражни филм) | Стеван                               |
| 2011.      | Кориолан                                 | Офидијев поручник                    |
| 2011.      | Непријатељ                               | Веско                                |
| 2011.      | Турнеја (серија)                         | Ђуро (1, 2. и 3. еп.)                |
| 2012.      | Најлепша је земља моја                   | Власник киоска                       |
| 2012.      | Све то (краткометражни филм)             | отац                                 |
| 2014.      | Топ је био врео                          | Никола                               |
| 2014.      | Монтевидео, видимо се! (ТВ серија)       | Средовечни Станоје (3 еп.)           |
| 2015.      | All That Remains                         | Никша                                |
| 2016.      | Име: Добрица, презиме: непознато         | Добрица                              |
| 2016.      | Златна петорка                           | Ламаринић                            |
| 2016–данас | Убице мог оца                            | Сава                                 |
| 2018.      | Пуна глава радости                       | пацијент                             |
| 2018.      | Почивали у миру                          | Миљенко Мики Мазија                  |
| 2020-е     |                                          |                                      |
| 2020.      | Државни службеник                        | Сава                                 |
| 2021.      | Црна свадба                              | Митар Стојић                         |
| 2022.      | Мрак                                     | деда Милутин                         |
| 2022.      | Подручје без сигнала                     | Раган                                |
| 2023.      | Кома                                     | Живко                                |
| 2024.      | Лос Аламос                               | Кастер                               |
| 2024.      | Време смрти (ТВ серија)                  | Аћим Катић                           |
| 2025.      | Михољско лето (серија)                   |                                      |

## Театрографија
- Чекајући Годоа (1993)
- Клаустрофобична комедија (2015)
- Корешподенција (2018)
- још четири-пет представа ’90-их